# Jefferson megye (Mississippi)
Jefferson megye az Amerikai Egyesült Államokban, azon belül Missisippi államban található. Megyeszékhelye és legnagyobb városa Fayette. Lakosainak száma 7260 fő (2020. április 1.). Jefferson megye Claiborne, Adams, Franklin, Copiah, Lincoln és Tensas megyékkel határos.

## Népesség
A megye népességének változása:
| Lakosok száma | 7718 | 7603 | 7659 | 7629 | 7507 | 7260 |
|               | 2010 | 2011 | 2012 | 2013 | 2015 | 2020 |